# Corydalis pallidiflora
Corydalis pallidiflora là một loài thực vật có hoa trong họ Anh túc. Loài này được (Rupr.) N.Busch mô tả khoa học đầu tiên năm 1905.